# Alexander Gazsi

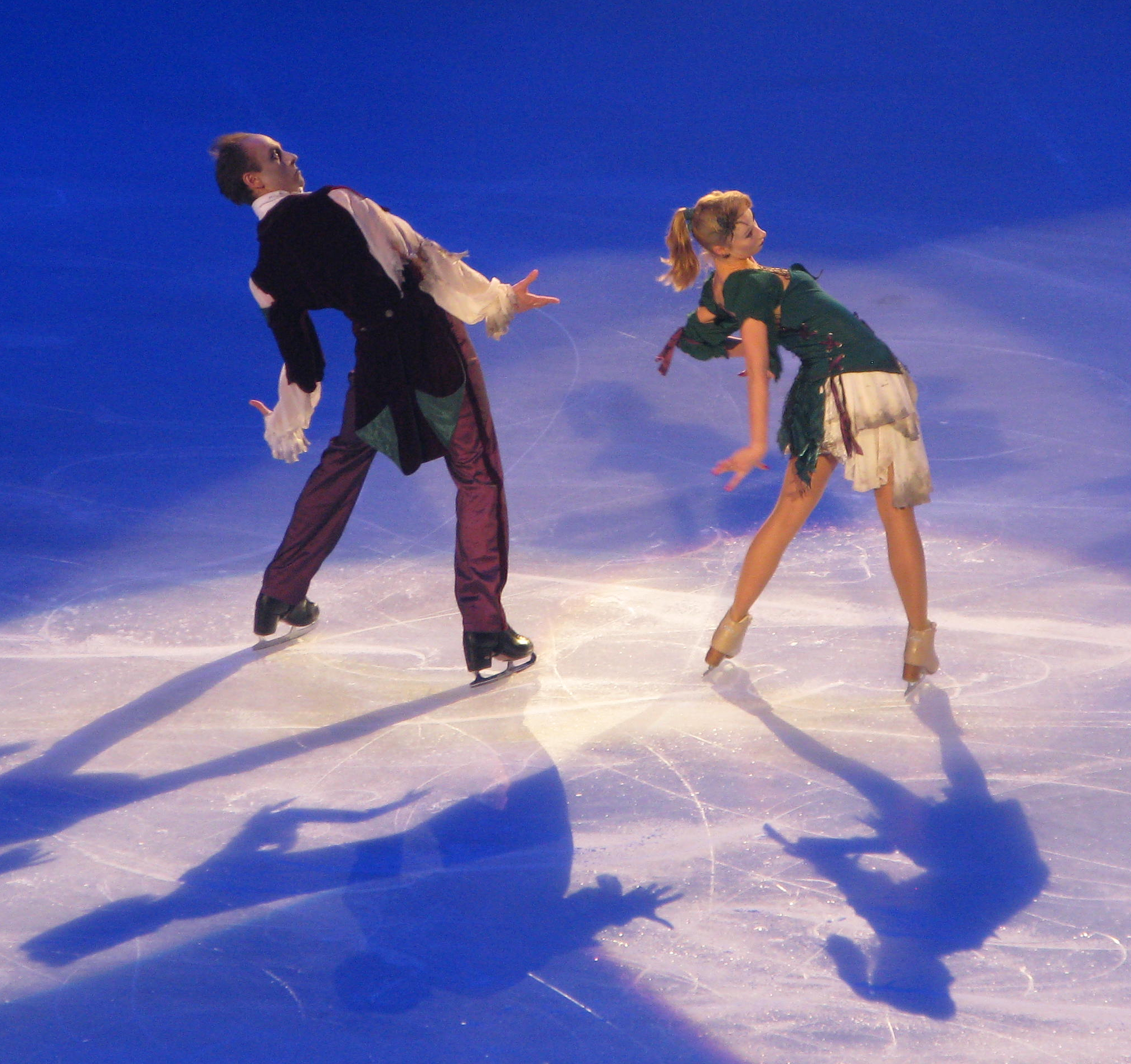
Zhiganshina/Gazsi bei Bompard 2013.

Alexander Gazsi [ˈɡɒʒi] (* 6. Oktober 1984 in Karl-Marx-Stadt) ist ein deutscher Eiskunstläufer.
Alexander Gazsi ist Eistänzer. Sein Vater Sándor ist Ungar, der 1967 zur Arbeit in die DDR kam; seine Mutter Olga kam 1978 als sowjetdeutsche Aussiedlerin aus Kasachstan nach Karl-Marx-Stadt.
Alexander Gazsi startete zunächst bis 2001 mit Mandy Kästner und später bis 2004 mit Sandra Gissmann. Als Junior wurde er auch von Anschelika Krylowa trainiert. Ab 2005 lief er mit Nelli Schiganschina bei den Senioren. Das Paar trainierte bei Jelena Kustarowa in Moskau und in Chemnitz. Sie wurden 2007 und von 2011 bis 2015 Deutscher Meister im Eistanz. Alexander Gazsi startete für den SC Berlin.
Ab 2010 trainierte das Paar im Bundesstützpunkt Oberstdorf. Ihre Trainer waren Rostislaw Sinizyn und Martin Skotnický.
Mit der Saison 2014/15, wo das Paar bei der Weltmeisterschaft krankheitsbedingt zurückziehen musste, beendete Alexander Gazsi seine aktive Karriere.
2019 nahm Gaszi als Profi-Eistänzer an der Fernsehsendung Dancing on Ice teil. 

## Erfolge/Ergebnisse
mit Nelli Schiganschina
| Wettbewerb/Wintersaison  | 05–06 | 06–07 | 07–08 | 08–09 | 09–10 | 10–11 | 11–12 | 12–13 | 13–14 | 14–15 |
| ------------------------ | ----- | ----- | ----- | ----- | ----- | ----- | ----- | ----- | ----- | ----- |
| Olympische Winterspiele  | —     | —     | —     | —     | —     | —     | —     | —     | 11.   | —     |
| Weltmeisterschaften      | —     | 18.   | 20.   | —     | —     | 11.   | 11.   | 10.   | 11.   | Z     |
| Europameisterschaften    | —     | 16.   | —     | —     | —     | 7.    | 8.    | 6.    | 7.    | 7.    |
| Deutsche Meisterschaften | 3.    | 1.    | 2.    | 2.    | 3.    | 1.    | 1.    | 1.    | 1.    | 1.    |
| Trophée Eric Bompard     | —     | —     | —     | —     | —     | —     | —     | —     | 4.    |       |
| Skate Canada             | —     | —     | 7.    | —     | —     | —     | —     | —     | 6.    |       |
| Cup of Russia            | —     | —     | 8.    | —     | —     | —     | —     | 5.    |       |       |
| Skate America            | —     | —     | —     | —     | —     | —     | 4.    | 5.    |       |       |
| NHK Trophy               | —     | —     | —     | —     | —     | —     | 4.    | —     |       |       |
| Nebelhorn Trophy         | —     | —     | —     | —     | —     | 4.    | 2.    | 3.    |       |       |
| NRW Trophy               | —     | —     | —     | —     | —     | 2.    | —     |       |       |       |
| Ondrej Nepela Memorial   | —     | —     | —     | 1.    | 6.    | 3.    | 1.    |       | 5.    |       |
| Pavel Roman Memorial     | —     | —     | —     | 1.    | 3.    | 1.    | —     |       |       |       |

Z = Zurückgezogen
mit Sandra Gissmann
| Wettbewerb/Wintersaison       | 03–04 | 04–05 |
| ----------------------------- | ----- | ----- |
| Juniorenweltmeisterschaften   | 17.J  | —     |
| Deutsche Meisterschaften      | 2.J   | —     |
| Junioren Grand Prix, China    | —     | 6.    |
| Junioren Grand Prix, Rumänien | —     | 7.    |
| Junioren Grand Prix, Japan    | 6.    | —     |
| Junioren Grand Prix, Slowakei | 5.    | —     |

mit Mandy Kästner
| Wettbewerb/Wintersaison  | 97–98 | 98–99 | 99–00 | 00–01 |
| ------------------------ | ----- | ----- | ----- | ----- |
| Deutsche Meisterschaften | 5.J   | 4.J   | 4.J   | 3.J   |